# Ignaz Döllinger
Ignaz Döllinger (Bamberg, 27 de maio de 1770 – Munique, 14 de janeiro de 1841) foi um médico, anatomista e fisiologista alemão. Foi um dos primeiros professores que compreendeu e tratou a medicina como uma ciência natural.
Ignaz Döllinger, filho de um médico e professor universitário, iniciou seus estudos na sua cidade natal, continuando-os em Würzburg, Pavia e Viena antes de retornar para Bamberg. Após obter seu título de doutor em 1794 assumiu a cadeira de fisiologia e patologia geral em Bamberg. Em 1803 tornou-se professor de anatomia e fisiologia em Würzburg. Em 1823 transferiu-se para Munique, onde lecionou na Academia e posteriormente na universidade quando ela se transferiu de Landshut para a capital. Seus melhores e mais conhecidos estudantes foram Karl Ernst von Baer, Lucas Schönlein, Christian Heinrich von Pander e Lorenz Oken.
A importância de Döllinger vem de suas contribuições à compreensão do desenvolvimento humano e da anatomia comparativa, baseada em seu conhecimento em todas as áreas de morfologia e de fisiologia. Foi dos primeiros investigadores que percebeu e tratou a medicina como uma ciência natural - seu trabalho sobre circulação do sangue, sobre os processos secretórios e sobre os primeiros estágios do desenvolvimento embriológico foram exemplares. 
Sepultado no Alter Südfriedhof em Munique.